# Comitê Brasileiro de Registros Ornitológicos
O Comitê Brasileiro de Registros Ornitológicos (CBRO), é um fórum de discussão e divulgação de dados que interferem no conhecimento da distribuição e taxonomia das aves no Brasil, em geral direcionados a tópicos sobre ornitologia. Tem como objetivo servir como um órgão de atualização do conhecimento sobre a distribuição das aves brasileiras, chamando a atenção especificamente para os diversos erros veiculados na literatura.
O CBRO, fundado em 1999, era, até o início de 2004, um grupo independente, constituído por sua própria decisão. A partir de março de 2004, embora organicamente autônomo, o CBRO passou a ser um grupo de estudos vinculado ao Sociedade Brasileira de Ornitologia (SBO), por decisão formalizada por seu conselho de administração. (Ararajuba 13, nº 1, editorial p. 5).

## Prioridades
São prioridades do CBRO em nível nacional:
- Manter atualizada a lista de espécies de aves que ocorrem no Brasil, incluindo os subtotais de espécies residentes, visitantes regulares e acidentais;
- Sugerir o mais indicado tratamento taxonômico e nomenclatural para as aves brasileiras, considerando especialmente aqueles já propostos recentemente;[4]
- Criar uma lista hipotética de aves brasileiras, que reunirá os registros de ocorrência não documentados;
- Manter tabelas anotadas de alteração e atualização de tratamento taxonômico e nomenclatural – recomendados pelo CBRO – em relação a Sick, obra base referencial escolhida;
- Criar e manter atualizada uma lista de aves que tenham sido tratadas sob nomes diferentes nas obras gerais das décadas de 1980/1990.